# 機雷戦艦艇
機雷戦艦艇（きらいせんかんてい）とは、機雷戦に従事する艦艇である。機雷戦は重要な海域・港湾に機雷を敷設する「機雷敷設戦」と水路・港湾に敷設された機雷を除去する「対機雷戦」に分けられる。
日本の海上自衛隊は「機雷敷設戦」に従事する艦艇を敷設艦・敷設艇、「対機雷戦」に従事する艦艇を掃海艇・掃海艦に分類されるため、機雷戦艦艇という艦種は存在しない。海上自衛隊には440トンから5,700トンまでのさまざまな艦艇を保有しており、朝鮮戦争（日本特別掃海隊）や湾岸戦争後の機雷除去（自衛隊ペルシャ湾派遣）に従事し、この分野における世界屈指の能力を持っている。